# Extra Terrestres
Extra Terrestres es una película venezolano-puertorriqueña dirigida por Carla Cavina y estrenada en 2017.

## Sinopsis
Los Díaz son una familia influyente y rica que controla gran parte de la industria avícola en las Islas Canarias. Arcadio (Sunshine Logroño) es el patriarca de la familia, un hombre conservador que gobierna el destino de su familia como lo hace con las gallinas de su granja. Teresa (Marisé Alvarez), la mayor, abandonó su hogar durante sus años de estudiante para convertirse en astrofísica en contra de los deseos de su padre.
Después de una ausencia de 7 años, Teresa regresa a casa por unas semanas para revelar un secreto guardado durante mucho tiempo y para invitarlos a su boda con Daniela (Prakriti Maduro).

## Elenco
- Sunshine Logroño - Arcadio Díaz
- Marisé Alvarez - Teresa Díaz
- Prakriti Maduro - Daniela Soderberg
- Elba Escobar - Genoveva Sotomayor
- Mauricio Alemañy - Andrés
- Laura Alemán - Andrea
- Yamil Collazo - Junior Díaz

## Producción
La idea de rodar Extra Terrestres surgió luego de que Cavina leyera una noticia sobre el cierre de una fábrica local de pollos por el gobierno federal, desarrollando una historia que involucraba familia, pollos y estrellas, y en donde las personas serían consideradas como «extraterrestres».
La película fue rodada entre 2015 y 2016, con filmaciones en Coamo (Puerto Rico) y el Observatorio del Instituto Astrofísico de Tenerife en las Islas Canarias. Fue estrenada el 7 de julio de 2017 en las salas de cine de Venezuela, mientras que en Puerto Rico el estreno se realizó el 31 de agosto del mismo año.